# Alex Chola
Alexander Chola (ur. 2 czerwca 1956 w Lubumbashi, zm. 27 kwietnia 1993) – zambijski piłkarz i trener.
Chola pochodził z Demokratycznej Republiki Konga, do Zambii przyjechał jako nastolatek. Z drużyną Mufulira Blackpool FC zdobył w 1976 roku Puchar Zambii. Sukces ten powtórzył dwukrotnie (1980 i 1982) ze swoim następnym klubem Power Dynamos F.C., z którym wywalczył także mistrzostwo kraju w 1984 roku. W 1980 z reprezentacją Zambii wziął udział w Igrzyskach Olimpijskich w Moskwie. Po zakończeniu kariery piłkarskiej został trenerem w klubie z Kitwe. W 1993 nowy selekcjoner kadry Zambii Godfrey Chitalu wybrał go na swojego asystenta. Obaj zginęli wraz z całą drużyną w katastrofie lotniczej podczas podróży do Senegalu na mecz eliminacji Mistrzostw Świata.
W 2006 znalazł się na liście 200 najlepszych afrykańskich piłkarzy, obejmującej lata 1957–2006.